# كينت ماكنزي
كينت ماكنزي (بالإنجليزية: Kent Mackenzie)‏ هو مونتير ومخرج أمريكي، ولد في 6 أبريل 1930 في هامبستاد في المملكة المتحدة، وتوفي في 16 مايو 1980 في مقاطعة مارين في الولايات المتحدة.

## وصلات خارجية
- كينت ماكنزي على موقع IMDb (الإنجليزية)
- كينت ماكنزي على موقع أول موفي (الإنجليزية)
- كينت ماكنزي على موقع قاعدة بيانات الفيلم (الإنجليزية)
- كينت ماكنزي على موقع كينوبويسك (الروسية)